# 歐仁·莫里斯 (薩伏依-卡里尼亞諾)
薩伏依-卡里尼亞諾的歐仁·莫里斯（法語：Eugène-Maurice de Savoie-Carignan，1635年3月2日—1673年6月6日），蘇瓦松伯爵，卡里尼亞諾親王托馬索·法蘭西斯科的兒子。

## 家庭
1657年，歐仁·莫里斯與奥兰普·曼奇尼結婚，兩人共有5子3女：
1. 路易·托馬斯（英语：Louis Thomas, Count of Soissons）（1657年—1702年）
2. 菲利普（1659年—1693年）
3. 路易·尤勒斯（1660年—1683年）
4. 埃曼努爾·腓力貝特（1662年—1676年），早逝
5. 歐根（1663年—1736年）
6. 瑪麗·讓娜（法语：Marie-Jeanne de Savoie (1665-1705)）（1665年—1705年）
7. 路易絲·菲莉貝塔（1667年—1726年）
8. 法蘭索瓦絲（1668年—1671年），夭折